# Два лица (телесериал)
«Два лица» (порт. Duas Caras) — бразильский телесериал телекомпании «Глобу» по сценарию бразильского сценариста Агиналду Силва. Эту новеллу он считает своей самой полемичной и инновационной. «Новеллы не могут не меняться. Я очень рад. Я замахнулся и не отказался от этой идеи, несмотря на оказанное давление. Я бы мог написать какой-нибудь сценарий, мелодраму типа „Хозяйки судьбы“, и она имела бы успех, но я предпочел сделать что-то новое», — сказал автор.

## Сюжет
Главное «действующее лицо» сериала — фавела. Все персонажи наделены характерами, свойственными исключительно бразильцам. Первая фаза новеллы состоит из 8 серий, события в ней разворачиваются в штатах Санта-Катарина, Пернамбуку, Парана. Много сцен и в Сан-Паулу, и уже потом основное действие сериала полностью происходит в Рио-де-Жанейро. В Рио основные события связаны с вымышленной фавелой Портелинья, якобы расположенной в районе Барра-да-Тижука. Эта фавела копирует реальное поселение Рио-дас-Педрас в Нитерое. «Два лица» — полностью авторский сюжет Агиналду Силвы в отличие от некоторых его предыдущих новелл («Тиета» и «Порт чудес» / "Берег мечты" поставлены на основе произведений Жоржи Амаду, «Нежный яд» — по «Королю Лир» Шекспира). Основные темы новеллы: этническая принадлежность, политическая борьба, пластическая хирургия и исследования на молекулярном уровне (ДНК). Эти темы вошли в новеллу как самые популярные на данный момент в Бразилии.
Главную роль в телесериале играет Далтон Виг. Его героя зовут Маркони Феррасу. В первой фазе новеллы он негодяй, но позже, спустя много лет, он становится на путь исправления. В первой фазе Далтон Виг имеет совершенно другое лицо. Это достигнуто путём цифровых технологий. Маркони Феррасу не подозревает, что в «прошлой жизни» у него остался сын с Марией Паулой (Маржори Эстиану), героиня романа, который позже и послужит главным доказательством для идентификации Маркони. Одну из романтических пар в новелле играют Дебора Фалабелла (Жулия) и Лазару Рамус (Эвиласиу). Эвиласиу по сюжету — чернокожий житель фавелы Портелинья, Жулия — искусствовед, образованная и изысканная девушка, получившая образование в Париже. Эвиласиу спасает Жулиу от уличных бандитов, и между ними очень быстро начинается роман. Родители девушки (Стениу Гарсия и Марилия Пера) категорически против этих отношений, но это не мешает паре продолжать роман и даже завести ребёнка. Между тем, Эвиласиу — крестник Жувенала (Антониу Фагундес), общественного лидера фавелы.

## Затрагиваемые темы
- Пластическая хирургия — Адалберту Рангел / Маркони
- Романы среди людей различных социальных классов — Барретинью и Сабрина, Эвилазиу и Жулия
- Гомосексуальность — Бернардинью
- Бисексуальность — Карлан
- Алкоголизм — Зе да Фейра
- Насилие — Силвия и Ренату
- Полигамия — Далия, Эралду и Бернардинью
- Религиозный фанатизм — Эдивания
- Дислексия — Кларисса

## В ролях
- Далтон Виг — Адалберту Рангел / Маркони
- Маржори Эстиану — Мария Паула Фонсека ду Насименту
- Антонио Фагундес — Жувенал Антена
- Сюзана Виейра — Бранка Мария Баррету де Мораеш
- Жозе Вилкер — Франсиску Масиейра
- Рената Сорра — Селия Мара
- Алини Мораес — Мария Силвия
- Лазару Рамус — Эвилазиу
- Дебора Фалабелла — Жулия де Кейроз Баррету
- Стениу Гарсия — Паулу де Кейроз Баррету
- Эри Джонсон — Зе да Фейра
- Марилия Пера — Джоконда де Кейроз Баррету
- Бетти Фария — Барбара Каррейра
- Марилия Габриэла
- Флавия Алессандра — Алзира Коррейя
- Анжелу Антониу — Дорживал Коррейя
- Каку Сиоклер — Клаудиус Масиел
- Маркус Винтер — Нарсису Телерман
- Тьягу Мендонса — Бернардинью
- Волф Майя — Жералду Пейшейра
- Мара Манзан — Амара
- Нуну Леал Майя — Бернарду
- Родригу Илберт — Ронилду Мендеш
- Летисия Спиллер — Мария Ева Дуарте
- Ванесса Джакомо — Лусиана
- Леона Кавалли — Далиа

а также
- Тарсизиу Мейра — Эрможенес
- Эрсон Капри —
- Сержиу Виотти — Мануэл де Андраде Коуту
- Тотья Мейреллес — Жандира
- Фулвиу Стефанини — Валдемар
- Бия Сейдл — Габриэла
- Карлус Вереза — Гельмут
- Ида Гомес — Дона Фрида
- Бруну Падилья — Эйтор
- Вера Фишер — Долорес Масиель (фотограф)
- Виктор Пекораду — Марселу
- Франсиску Куоку — Франсиску Куоку

## Интересные факты
- Вышедшая в эфир «Глобо» 16 ноября 2007 года серия, в которой Алзира в исполнении Флавии Алессандры исполняет эротичный танец в набедренной и нагрудной ажурной повязках из цепочек, подняла популярность этой новеллы. Если прежде индекс аудитории составлял 35 пунктов, то после этой сцены он вырос до 45. Сценарист Агиналду Силвы признается, что он поклонник Флавии Алессандры и говорит, что сбылась его мечта, более того, он не ожидал, что сцена будет такой эффектной. Однако, по решению руководства «Глобо», подобное в этой новелле не повторится.
- У автора новеллы «Два лица» Агиналду Силвы возникла идея повторить в этой новелле любовный треугольник Сюзана Виейра — Жозе Вилкер — Жозе Майер, имевший место в «Хозяйке судьбы». Однако Жозе Майер, узнав об этом, сказал, что он не принял бы такое предложение и объяснил это занятостью в других проектах.

## Премии
Премия «Contigo!» (2007):
- Лучшая актриса второго плана — Марилия Пера
- Актриса-открытие — Жулиана Алвес
- Актёр-открытие — Тьяго Мендонса

Бразильская Премия Качества (2008):
- Лучший актёр — Антонио Фагундес
- Актёр-открытие — Тьяго Мендонса